# Raúl Pini
Raúl Pini – piłkarz urugwajski noszący przydomek Cachorro, obrońca.
Pini w 1944 roku razem z klubem Club Nacional de Football został wicemistrzem Urugwaju.
Jako piłkarz klubu Nacional wziął udział w turnieju Copa América 1945, gdzie Urugwaj zajął czwarte miejsce. Pini zagrał w trzech meczach - z Ekwadorem, Kolumbią i Brazylią (tylko w pierwszej połowie - w przerwie zastąpił go Eusebio Tejera). W tym samym roku drugi raz z rzędu razem z Nacionalem zdobył krajowe wicemistrzostwo.
Wciąż jako piłkarz klubu Nacional wziął udział w turnieju Copa América 1946, gdzie Urugwaj ponownie był czwarty. Pini zagrał we wszystkich pięciu meczach - z Chile, Brazylią, Boliwią, Argentyną i Paragwajem.
W 1946 i 1947 roku razem z Nacionalem Pini zdobył dwa razy z rzędu tytuł mistrza Urugwaju.
Grał także w klubie Racing Montevideo.
Pini od 24 stycznia 1945 roku do 1 kwietnia 1947 roku rozegrał w reprezentacji Urugwaju 12 meczów i nie zdobył żadnej bramki